# Indra Rajya Lakshmi Devi
Indra Rajya Lakshmi Devi (Katmandu, 25 luglio 1926 – Katmandu, 4 settembre 1950) è stata principessa ereditaria consorte del Nepal in quanto moglie di Mahendra del Nepal. Morì prima di poter diventare regina.

## Biografia

### Infanzia
Indra Rajya Lakshmi Devi nacque il 25 luglio 1926 a Bagmati, presso Katmandu, nel Regno del Nepal. Era la prima figlia di Hari Shamsher Jang Bahadur Rana, e di sua moglie, Megha Kumari Rajya Lakshmi, il padre era appartenente alla potente famiglia dei Rana.

### Vita successiva

#### Matrimonio
Indra sposò, l'8 maggio 1940, all'età di 14 anni, il Principe Ereditario del Nepal Mahendra del Nepal. La coppia ebbe sei figli, tre femmine e tre maschi.

### Morte
Dopo il sesto parto, la Principessa Indra morì, a causa di un'emorragia post parto, il  4 settembre 1950 all'età di 24 anni. Era stata sposata con il principe ereditario per dieci anni.
La morte della Principessa Ereditaria portò alla costruzione del primo ospedale di maternità del Nepal, il Prasuti Griha, e fu costruita un suo busto che la rappresenta dalla testa alle spalle che si trova all'ingresso dell'ospedale che è stato costruito nel parco di Charburja Durbar ed è stato aperto il 17 agosto 1959.
Due anni dopo la morte di Indra, il Principe Mahendra sposò la sorella della defunta moglie, Ratna Rajya Lakshmi Devi. La coppia salì al trono il 13 marzo 1955.

## Discendenza
Indra e suo marito il principe ereditario Mahendra del Nepal ebbero sei figli:
1. Principessa Shanti Singh (20 novembre 1940 – 1 giugno 2001; 60 anni), si sposò con Kumar Deepak Jang Bahadur Singh, 60° raja di Bajhang, ed ebbe figli;
2. Principessa Sharada Shah (2 febbraio 1942 – 1 giugno 2001; 59 anni), si sposò con Kumar Khadga Bikram Shah ed ebbe figli;
3. Re Birendra (29 dicembre 1945 – 1 giugno 2001; 55 anni), si sposò con Aishwarya Rajya Lakshmi Devi ed ebbe figli;
4. Re Gyanendra (7 luglio 1947 – vivente; 74 anni), si sposò con Komal Rajya Lakshmi Devi ed ebbe figli;
5. Principessa Shova Shahi (17 gennaio 1949 – vivente; 73 anni), si sposò con Kumar Mohan Bahadur Shahi ma non ebbe figli;
6. Principe Dhirendra (14 gennaio 1950 – 1 giugno 2001; 51 anni), si sposò con Prekshya Rajya Lakshmi Devi ed ebbe figli.

## Titoli e trattamento
- 8 maggio 1940 - 4 settembre 1950: Sua Altezza Reale la Principessa Indra Rajya Lakshmi Devi, Principessa Ereditaria del Nepal.